# 鑄客銅鼎
鑄客銅鼎，又名“鑄客大銅鼎”、“楚大鼎”或“大铸客鼎”。為戰國時期楚国的青铜炊器，1933年出土於安徽省寿县朱家集（今属长丰县）李三孤堆楚王墓。是现存西周以来最重的鼎，位列64件禁止出国（境）展览文物之一，现藏安徽省博物馆。

## 出土和流傳
1933年，安徽省寿县朱家集的朱鸿初等纠集100多人盗掘李三孤堆（或称离散孤堆）的楚墓，获得大量文物，其中部分器物被安徽省政府收缴，保存在安慶安徽省立图书馆保存整理。1950年代初，轉至合肥安徽省博物馆筹备处（今安徽省博物馆的前身）收藏。铸客銅鼎即在其中。

## 形制和紋飾
銅鼎通高113公分，口径87公分，耳高36.5公分，腹围290公分，深52公分，足高67公分，重達400公斤左右。
形制為圆口方唇，鼓腹圆底，三蹄足。颈侧附双耳，耳上部略外展。
鼎腹饰一周突起圆箍，雙耳及颈部外壁饰有模印菱形几何紋，足根部饰有浮雕旋涡纹。

## 銘文
鼎口平沿刻12字铭文：
鑄客為集脀、造脀、鳴腋脀為之。
其開頭即“铸客”二字，故依惯例得名“鑄客銅鼎”；足和腹下刻有“安邦”二字吉语。